# Auxa subdivaricata
Auxa subdivaricata là một loài bọ cánh cứng trong họ Cerambycidae.